# Larry Parr
Larry Parr é um enxadrista, autor e editor. Bascido em 1942, em Bellevue, Washington, Parr atuou como editor do Chess Life, a publicação oficial da Federação de Xadrez dos Estados Unidos. Posteriormente, foi editor da revista Glasnost, um periódico anti-soviético. Parr é um veemente anti-comunista, e classifica-se a si mesmo como um libertarianista.
Parr é um amigo próximo de Larry Evans, e ambos trabalham comumente em projetos. Parr jogou em poucas competições de xadrez, preferindo escrever sobre o tema. Em 1991, colaborou com o Grande Mestre Arnold Denker no livro "The Bobby Fischer I Knew And Other Stories". Competiu no Campeonato Aberto de Xadrez dos Estados Unidos em 1966 Seattle, pontuando 6-7.